# Shin Hye-sun
Shin Hye-sun (신혜선?, 申惠善?, Sin Hye-seonLR, Sin Hye-sŏnMR; [ɕʰin hje sʌn]; Seul, 31 agosto 1989) è un'attrice sudcoreana.

## Carriera
Nel 2013 debutta nel drama coreano Hakgyo 2013. Nel 2017 ottiene il suo primo ruolo da protagonista nel drama Hwanggeumbit nae insaeng. Nel 2018, è stata scelta insieme a Lee Jong-suk per il drama di tre episodi Hymn of Death, un remake del film omonimo del 1991.

## Filmografia

### Cinema
- One Summer Night, regia di Kim Tae-Young, cortometraggio (2014)
- Return Match, cortometraggio (2014)
- A Violent Prosecutor (검사외전?), regia di Lee Il-hyung (2016)
- A Day (하루?), regia di Jo Sun-Ho (2017)
- Gyeolbaek (결백?), regia di Park Sang-hyun (2020)

### Televisione
- Hakgyo 2013 (학교 2013?) – serie TV (2012-2013)
- Angel Eyes (엔젤 아이즈?) – serie TV (2014)
- Gogyocheosewang (고교처세왕?) – serie TV (2014)
- Forever Young (오늘도 청춘?) – serie TV (2014-2015)
- O na-ui gwisinnim (오 나의 귀신님?) – serie TV (2015)
- Geunyeoneun yeppeotda (그녀는 예뻤다?) – serie TV (2015)
- A-iga daseot (아이가 다섯?) – serie TV (2016)
- Pureun bada-ui jeonseol (푸른 바다의 전설?) – serie TV (2016)
- Stranger (비밀의 숲?) – serie TV (2017)
- Hwanggeumbit nae insaeng (황금빛 내 인생?) – serie TV (2017-2018)
- Seoreun-ijiman yeor-ilgob-imnida (서른이지만 열일곱입니다?) – serie TV (2018)
- Hymn of Death (사의 찬미?) – miniserie TV (2018)
- Dan, hana-ui sarang (단, 하나의 사랑?) – serie TV (2019)
- See You in My 19th Life (이번 생도 잘 부탁해?, Ibeon saengdo jal butakaeLR) – serie TV (2023)
- Benvenuti a Samdal-ri (웰컴투 삼달리?, Welcomtu Samdal-riLR) – serie TV (2023-2024)

## Videografia
- 2013 — What Women Want feat. Jung-yup from Brown Eyed Soul - Curious[5]
- 2018 — Naul - Feel Like[6]
- 2018 – GOD - Snowfall[7]